# Universitat de Frankfurt
La Goethe-Universität Frankfurt am Main, o simplement Universitat de Frankfurt en català, és el nom de la universitat pública de recerca de Frankfurt del Main (Alemanya). Fou fundada amb el nom original de Reial Universitat de Frankfurt del Main (Königliche Universität zu Frankfurt am Main) el 1914 com a universitat ciutadana. El 1932 el Ministeri d'Estat prussià li va concedir el privilegi de posar-se el nom de Johann Wolfgang von Goethe, natural de la mateixa ciutat. Des de llavors ha utilitzat un logotip simplificat i prefereix el nom d'Universitat Goethe de Frankfurt del Main. Actualment compta amb setze facultats repartides en cinc campus localitzats a la ciutat de Frankfurt. Actualment la universitat té més de 43.000 estudiants, 576 professors i 2.100 treballadors.
Fins al 2021, vint premis Nobel i tretze premis Gottfried Wilhelm Leibniz s'han concedit a antics alumnes o professors de la universitat.
Des de 1985 s'hi troba la Biblioteca Catalana, fundada pel catedràtic de filologia romànica Tilbert Dídac Stegmann.

## Rànquings
- Al Rànquing de Xangai de 2023 la universtat està classificada en el lloc 151-200 del món[5] i el lloc 6-9 d'Alemanya.[6]
- Al CWTS Leiden Ranking de 2024 està classificada en el lloc 335 del món, en el lloc 100 d'Europa i en el lloc 17 d'Alemanya.[7]
- Al QS World University Rankings de 2025 està classificada en el lloc 302 del món i en el 98 d'Europa.[8]
- Al Times Higher Education Ranking de 2024 està classificada en el lloc 201-250 del món.[9]
- El diari The New York Times va col·locar la universitat en el lloc 10 d'entre les 150 millors universitat del món per l'elecció empresarial el 2012.[10]

## Campus

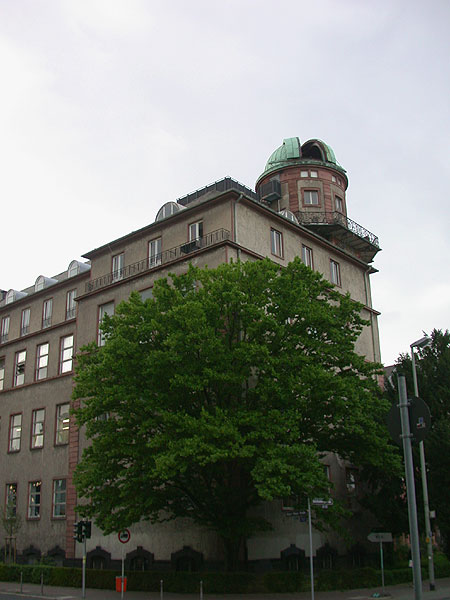
Observatori de la Societat Física al Campus Bockenheim, maig de 2004.

La universitat té cinc campus principals que es troben localitzats a la ciutat de Frankfurt:
- Campus Westend: És el campus principal i està dominat, entre d'altres, per l'edifici IG Farben, un exemple de l'estil modernista de la Nova Objectivitat,[12][13] que fou comprat per l'estat federal de Hesse a l'estat alemany, i posteriorment fou cedit a la universitat. És la seu de l'administració i de la junta presidencial que governa la universitat. A més de l'administració central, des de l'any 2001 la majoria de facultats es troben en aquest campus (Dret; Economia; Ciències Socials; Ciències de l'Educació; Psicologia i Ciències de l'Esport; Teologia protestant; Teologia catòlica; Filosofia i Història; Estudis lingüístics i culturals).[14]
- Campus Riedberg: Amb edificis universitaris construïts al voltant de 1970, acull les facultats de Ciències de la Terra/Geografia; Física; Bioquímica, Química i Farmàcia; i la de Biologia. Així com el Jardí de la Ciència i un centre de conferències amb la biblioteca departamental de ciències naturals.
- Campus Bockenheim: Acull la facultat d'Informàtica i Matemàtiques, l'edifici central de la biblioteca universitària Johann Christian Senckenberg[15] i algunes oficines de l'administració en edificis que daten de la dècada de 1950 fins a la de 1970.[16]
- Campus Niederrad: És el campus més antic de la universitat i es troba al costat del riu Main. Acull la facultat de Medicina en edificis que daten des del segle XIX i complexos moderns.[17]
- Sportcampus Ginnheim: És el campus més petit de la universitat i acull la facultat de Ciències de l'Esport i diverses instal·lacions esportives.[18]

El programa de reubicació de la universitat, intensificat des de mitjans dels anys noranta, pretén crear una universitat de només tres campus en un futur. Així, el Jardí Botànic de Frankfurt, antigament associat al campus de biologia, i el Palmengarten has estat transferits a la ciutat de Frankfurt del Main. Edificis del campus de Bockenheim han estat assumides per la Societat de Recerca Natural de Senckenberg, mentre que altres s'han deixat al desenvolupament urbà local per destinar-los a altres usos.

### Facultats
La Universitat comprèn setze facultats:
- Dret
- Economia i Administració d'Empreses
- Ciències Socials
- Psicologia i Ciències de l'Esport
- Teologia protestant
- Teologia catòlica
- Filosofia i Història
- Llengua i Estudis culturals
- Filologies modernes
- Ciències de la Terra/Geografia
- Informàtica i Matemàtiques
- Física
- Bioquímica, Química i Farmàcia
- Biologia
- Medicina

A més, hi ha diversos instituts d'investigació científica pertanyents a la Societat Max Planck:
- Institut Max Planck de Biofísica
- Institut Max Planck per a la Recerca del Cervell
- Institut Max Planck d'Història Jurídica Europea

## Instituts adscrits i altres institucions
La Universitat també inclou una sèrie de centres científics que s'ocupen de la recerca en àrees temàtiques específiques. D'altres institucions, anomenades “institucions adscrites” van ser fundades per la universitat o amb la seva participació o en col·laboració estreta amb ella. La universitat també coopera amb institucions de recerca de la regió sobre la base d'acords de cooperació.

## Història

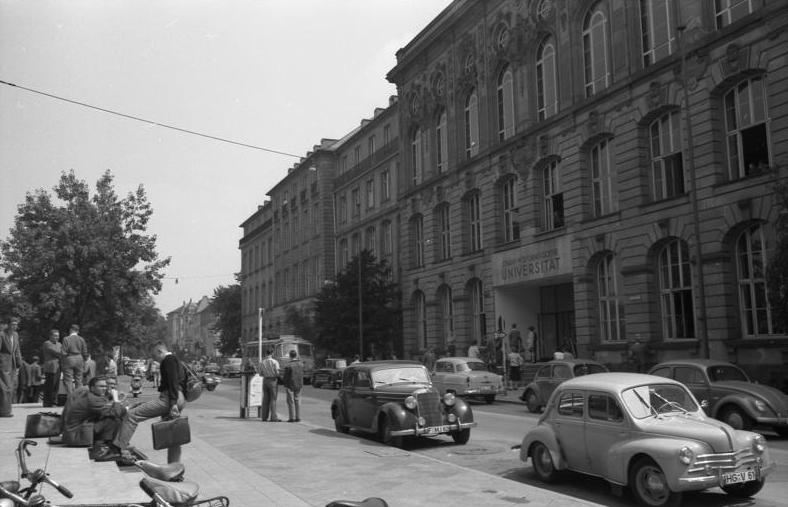
Universitat de Frankfurt, 1958.

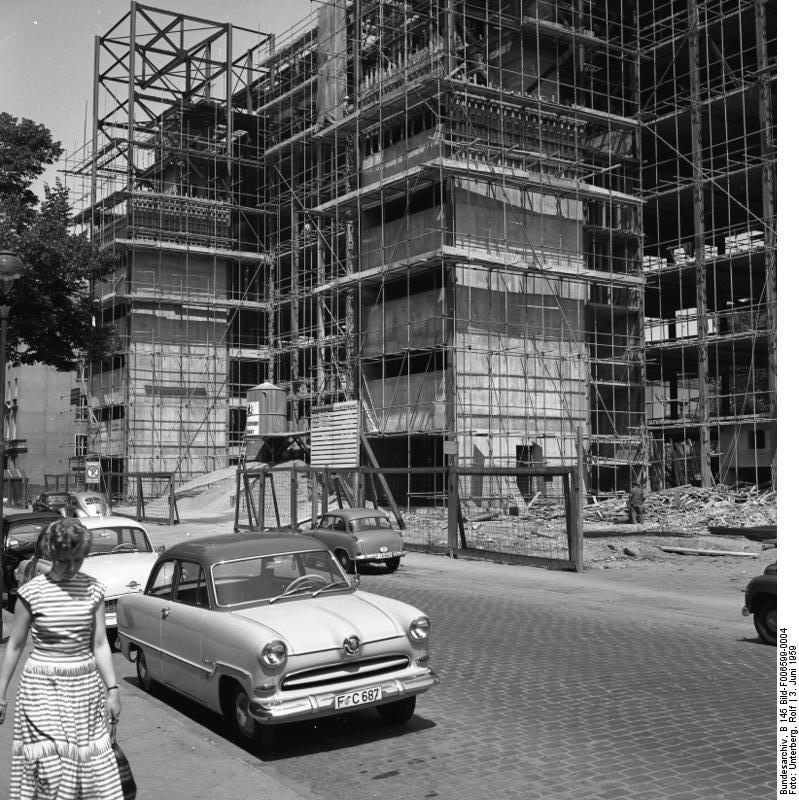
Construcció del nou edifici de la Facultat de Filosofia, 1959.

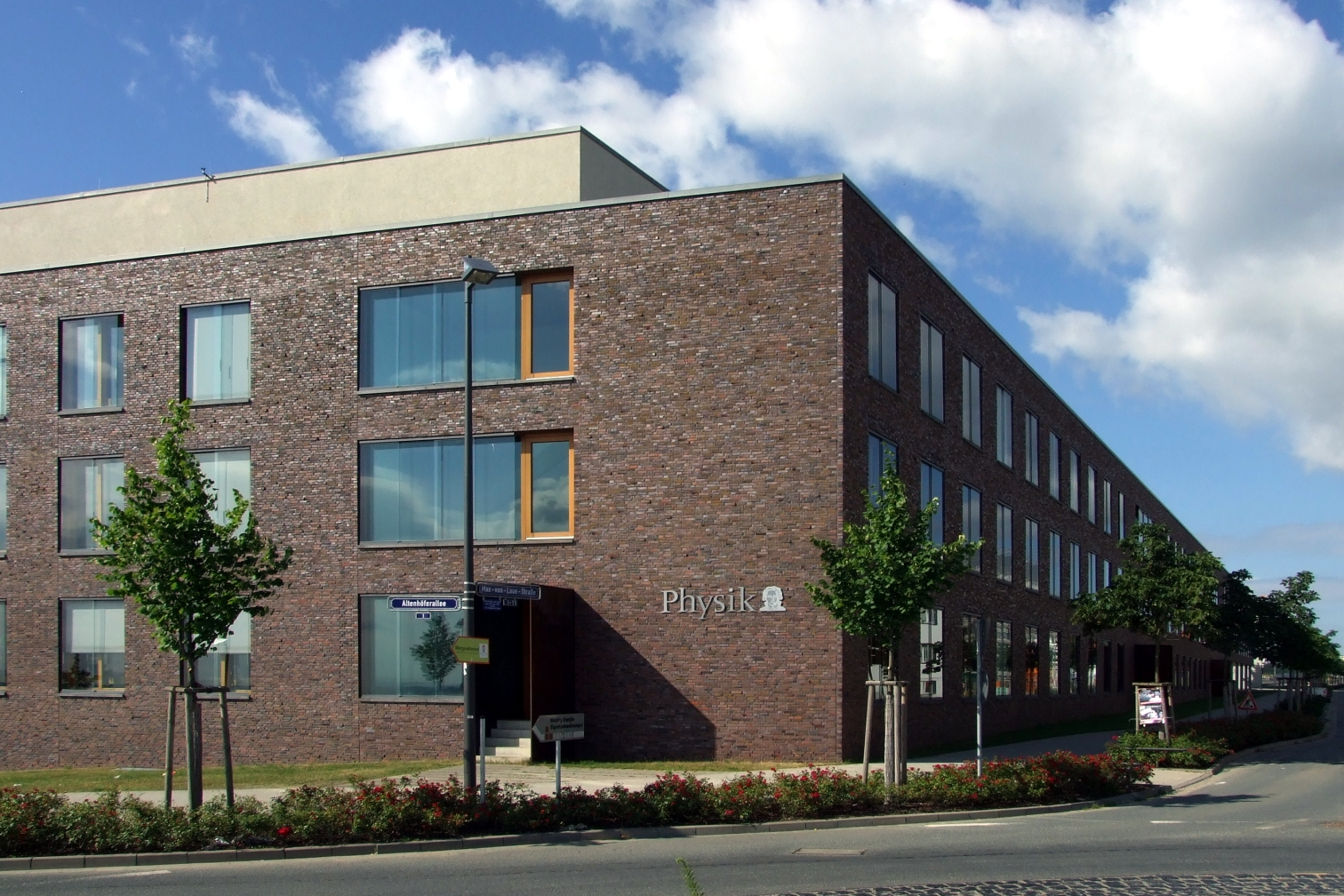
Nou edifici de l'Institut de Física al campus de Riedberg, juny de 2008,

Les arrels històriques de la universitat es remunten fins al 1484, quan es va establir una biblioteca pertanyent a l'Ajuntament de la ciutat amb un llegat del patrici Ludwig von Marburg. Fusionada amb altres col·leccions, va ser rebatejada com a Biblioteca Municipal el 1668 i es va convertir en la biblioteca universitària el 1914. La data de fundació d'una universitat es registra de manera diferent depenent de cada estat. Segons la norma angloamericana, la data de fundació de la Universitat seria l'any 1484. A Alemanya, en canvi, la data en què s'atorga el dret de doctorat es considera l'any de fundació d'una universitat.
La història moderna de la Universitat de Frankfurt es pot datar el 28 de setembre de 1912, data en què es va signar el contracte de fundació de la Königliche Universität zu Frankfurt am Main (Universitat Reial de Frankfurt del Main) a l'edifici Römer, seu de l'ajuntament de Frankfurt en aquesta època. El permís reial per a la universitat es va concedir el 10 de juny de 1914, i la primera matrícula d'estudiants va començar el 16 d'octubre de 1914. Membres de la comunitat jueva de Frankfurt, com la família Speyer, el filàntrop Wilhelm Ralph Merton, o els industrials Leo Gans i Arthur von Weinberg van donar dos terços del capital fundacional de la universitat.
La universitat ha estat coneguda històricament pel seu Institut de Recerca Social fundat el 1923, i que fou la seu institucional de l'Escola de Frankfurt, una escola preeminent de filosofia i pensament social del segle xx. Durant el període nazi, el govern nacionalsocialista va expulsar de les universitats tots els científics i estudiants jueus. Les mesures coercitives van afectar especialment la Universitat de Frankfurt on 100 científics jueus van perdre la llicència per ensenyar a la primavera de 1933 i un terç de tots els professors van haver de deixar d'exercir. El ministeri va acomiadar 16 professors més per motius polítics, i nombrosos estudiants van ser donats de baixa per la força i obligats a abandonar els estudis.
Després de la Segona Guerra Mundial i la reconstrucció dels edificis destruïts, la Universitat Goethe (com ja s'anomenava des de 1932) va tornar a trobar el seu lloc disn el món universitari alemany. La universitat es va convertir en una universitat estatal depenent del finançament públic. No obstant això, va ser possible cobrir les càtedres vacants amb acadèmics famosos. Els físics i els economistes van continuar la seva gran tradició científica d'abans de 1933 i així atreure estudiants cap a la universitat. L'alt nivell que es va tornar a assolires reflecteix en el nombre de premis Nobel que van estudiar o ensenyar-hi durant la segona meitat del segle xx.: els físics Hans Bethe, Gerd Binnig i Horst Ludwig Störmer; els doctors Günter Blobel, Christiane Nüsslein-Volhard; els químics Paul Karrer i Hartmut Michel; i l'economista Reinhard Selten. La universitat també va tenir un paper important en el moviment estudiantil alemany de 1968.
Una de les ambicions de la universitat és convertir-se en la universitat líder en finances i economia d'Alemanya, donada la proximitat a un dels centres financers d'Europa. La Universitat va establir el 2005 un premi internacional per a la recerca en economia financera, el Deutsche Bank Prize in Financial Economics.
Des del 2015 la Universitat de Frankfurt, juntament amb la Universitat de Magúncia Johannes Gutenberg i la Universitat Tècnica de Darmstadt, formen l'aliança estratègica Rhein-Main-Universititäten (RMU).

### Anecdota

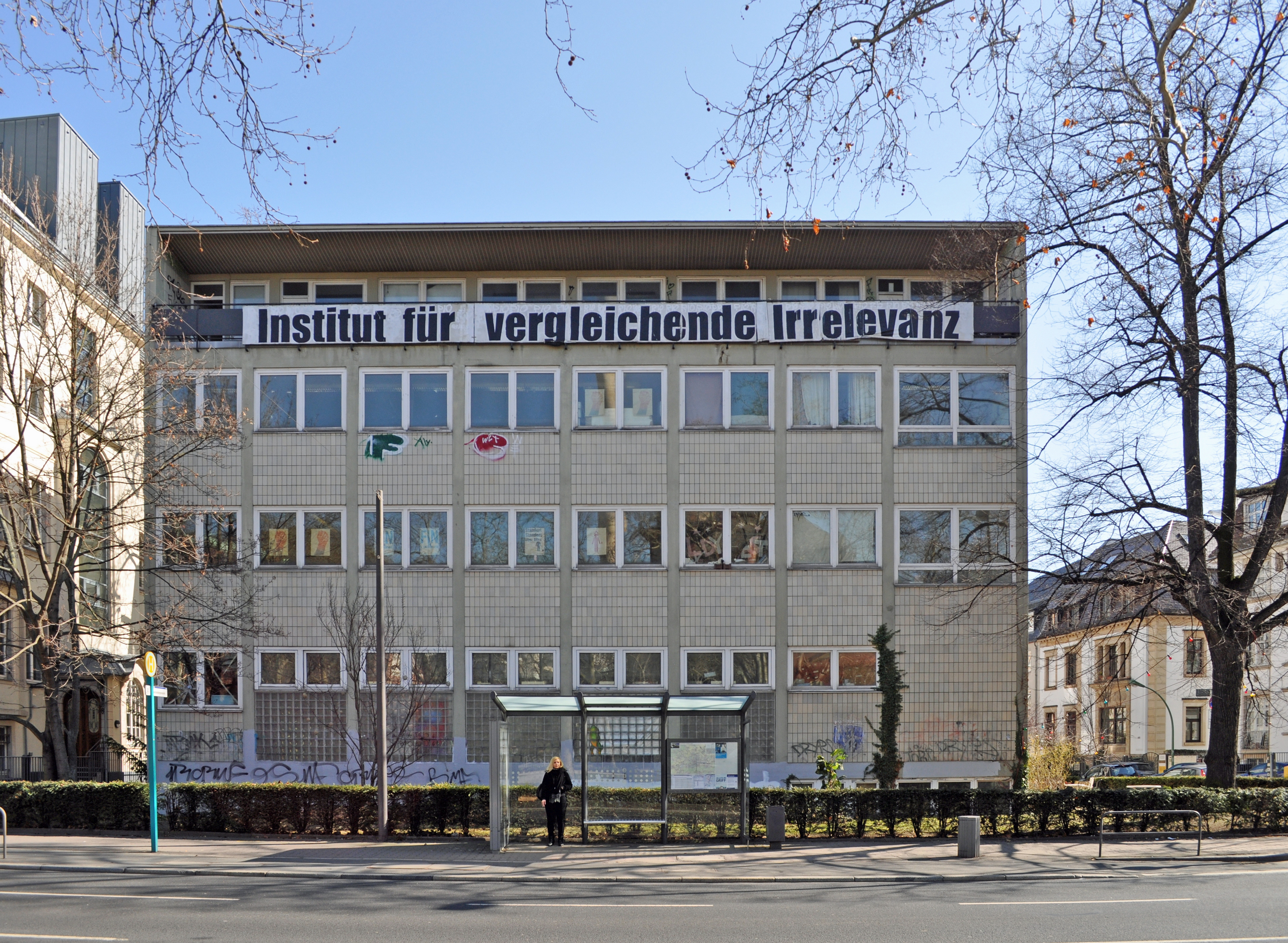
L'antic Instititut d'Irrellevància Comparada

L'any 2003 al 2013, un grup d'estudiants, inspirats per la fictícia Facultat d'Irrellevància Comparada ideada per l'escriptor italià Umberto Eco, van ocupar l'edifici abandonat de l'Institut de Filologia anglesa i van crear el centre cultural «Institut d'Irrellevància Comparada». El 2013 van ser desallotjats per la policia.

## Personalitats destacades
Cal destacar que des que es va fundar la Universitat de Frankfurt, s'han concedit 20 premis Nobel i 13 premis Leibniz a científics que prèviament van estudiar, investigar o impartir-hi docència.

### Professorat
Categoria principal: Professors de la Universitat de Frankfurt
- Arthur Moritz Schoenflies (1853–1928), matemàtic.
- Paul Ehrlich (1854-1915), bacteriòleg. Premi Nobel de Medicina (1908)[31]
- Alexander Mitscherlich (1908–1982), psiquiatre i psicoanalista.
- Iring Fetscher (1922-2014), politicòleg.
- Jürgen Habermas (1929-), premi Leibniz (1986). Catedràtic de filosofia i sociologia fins al 1994.
- Lothar Gall (1936-2024), premi Leibniz (1988)[32]
- Reinhard Stock (1938-), premi Leibniz (1989). Profesor emèrit.[33]
- Michael Stolleis (1941-2021), premi Leibniz (1991). Professor de dret fins al 2006 i director sw l'Institut Max Planck d'Història Jurídica Europea de 1991 a 2009.[34]
- Claus-Peter Schnorr (1943-), premi Leibniz (1993). Professor emèrit.[35]
- Theo Geisel (1948-), premi Leibniz (1994). Director de l'Institut Max Planck per a la Dinàmica i l'Autoorganització.[36]
- Herfried Münkler (1951-), politicòleg.
- Axel A. Weber (1957-), economista.
- Christian Griesinger (1960-), premi Leibniz (1998)
- Hartmut Leppin (1963-), premi Leibniz (2015)
- Rainer Forst (1964-), premi Leibniz (2012). Professor de Teoria Política i Filosofia.[37]
- Ivan Đikić (1966-), premi Leibniz (2013). Director de l'Institut de Bioquímica II.[38]
- Stefanie Dimmeler (1967-), premi Leibniz (2005). Directora de l'Institut de Regeneració Cardiovascular.[39]
- Roman Inderst (1970-), premi Leibniz (2010). Catedràtic de Finances i Economia.[40]
- Nicola Fuchs-Schündeln (1972-), premi Leibniz (2018). Catedràtica de Macroeconomia i Desenvolupament.[41]

### Antics alumnes
Categoria principal: Alumnes de la Universitat de Frankfurt
- Otto Loewi (1873-1961), metge estat-unidenc d'origen alemany. Premi Nobel de Medicina (1936)[42]
- Max von Laue (1879-1960), físic. Premi Nobel de Física (1914)[43]
- Max Born (1882-1970), físic teòric i matemàtic. Premi Nobel de Física (1954)[44] Fou professor a la mateixa universitat.
- Otto Stern (1888-1969), físic, descobridor del moment magnètic. Premi Nobel de Física (1943)[45]
- Walter Gerlach (1889-1979), físic teòric.
- Paul Karrer (1889-1971), químic. Premi Nobel de Química (1937)[46]
- Oskar Dirlewanger (1895-1945), fundador i comandant de la unitat Brigada Dirlewanger de les Waffen-SS durant la Segona Guerra Mundial.[47]
- Max Horkheimer (1895-1973), filòsof i sociòleg membre de l'Escola de Frankfurt.
- Karl Ziegler (1898-1973), químic. Premi Nobel de Química (1963)[48]
- Walter Hallstein (1901–1982), polític i primer president de la Comissió Europea.
- Theodor Adorno (1903–1969), doble Ordinarius de filosofia i sociologia i membre de l'Escola de Frankfurt. Fou professor a la mateixa universitat.
- Hans Bethe (1906-2005), físic teòric. Premi Nobel de Física (1967)[49]
- Alexander Robertus Todd (1907-1997), químic escocès. Premi Nobel de Química (1957)[50]
- Vladimir Košak (1908-1947), economista, advocat, polític i diplomàtic croat condemnat a mort per crims de guerra després de la Segona Guerra Mundial.
- Josef Mengele (1911-1979), oficial i metge del camp d'extermini d'Auschwitz-Birkenau.[51]
- Niels Kaj Jerne, (1911-1994), metge immunòleg danès. Premi Nobel de Medicina o Fisiologia (1984)[52]
- Jürgen Habermas (1929-), filòsof i sociòleg. Considerat el principal representant de la "Segona Generació" de l'Escola de Frankfurt.
- Reinhard Selten (1930-2016), economista, considerat un dels pares de l'economia experimental. Premi Nobel d'Economia (1994)[53]
- Alfred Schmidt (1931-2012), filòsof i sociòleg.
- Walter Greiner (1935-2016), físic teòric.
- Günter Blobel (1936-2018), biòleg i oncòleg estatunidenc d'origen alemany, Premi Nobel de Medicina o Fisiologia (1999)[54]
- Peter Grünberg (1939-2018), físic, va descobrir l'efecte de magnetoresistència gegant. Premi Nobel de Física (2007)[55]
- Jean-Marie Lehn (1939-), químic, desenvolupà la síntesi química de la vitamina B12. Premi Nobel de Química (1987)[56]
- Christiane Nüsslein-Volhard (1942-), bioquímica, biòloga molecular i genetista. Premi Nobel de Medicina o Fisiologia (1995)[57]
- Gerd Binnig (1947-), físic inventor del microscopi d'efecte túnel. Premi Nobel de Física (1986)[58]
- Boudewijn Sirks (1947-), advocat acadèmic i historiador jurídic neerlandès especialitzat en dret romà.
- Hartmut Michel (1948-), bioquímic. Premi Nobel de Química (1988)[59]
- Hans-Hermann Hoppe (1949-), filòsof i economista considerat com a integrant de l'escola Austríaca d'economia.
- Horst Ludwig Störmer (1949-), físic, va desriure el que s'anomenà efecte Hall quàntic. Premi Nobel de Física (1998)[60]
- Horst Stöcker (1952-), físic teòric.
- Helmut Kiener (1959-), psicòleg convertit en professional de les inversions i fundador del fons d'inversió lliure "K1 fund".
- Luciano Rezzolla (1967-), astrofísic teòric italià.
- Alex Karp (1967-), empresari estatunidenc cofundador de Palantir Technologies.
- Benjamin List (1968-), químic, va desenvolupar l'organocatalisi asimètrica5. Premi Nobel de Química (2021)[61]
- Helma Wennemers (1969-), química orgànica.
- Nancy Faeser (1970-), advocada i política del Partit Socialdemòcrata d'Alemanya.
- Alexander T. Sack (1972-), neurocientífic i psicòleg cognitiu.
- Hannah Elfner (1982-), física.
- Nina Eisenhardt (1990-), política del partit Aliança 90/Els Verds.

## Doctors honoris causa
Categoria principal: Doctors honoris causa per la Universitat Johann Wolfgang Goethe de Frankfurt
- Richard Willstätter (1872-1942), químic i professor universitari. Premi Nobel de Química (1915).
- Paul Hindemith (1895-1963), compositor, violista, professor i director d'orquestra.
- Marie Luise Kaschnitz (1901-1974), escriptora, poetessa i assagista.
- Siegfried Unseld (1924-2002), editor.
- Elisabeth Gössmann (1928-2019), teòloga catòlica, representant de la teologia feminista en el si de l'Església catòlica.
- Iuri Oganessian (1933-), físic nuclear rus d'origen armeni, considerat l'investigador més important en el camp de la síntesi d'elements químics superpesants.
- László Sólyom (1942-2023), polític hongarès, President d'Hongria de 2005 a 2010.

## Logotip
La marca comercial o logotip utilitzada per la universitat entre el 1980 i el 2002 va ser desenvolupada pel tipògraf suís Adrian Frutiger.
El 26 de setembre de 2016, es va registrar un altre logotip com a marca comercial individual a l'Oficina alemanya de patents i marques, format només per les paraules "GOETHE UNIVERSITÄT" i el gràfic del cap de Goethe.

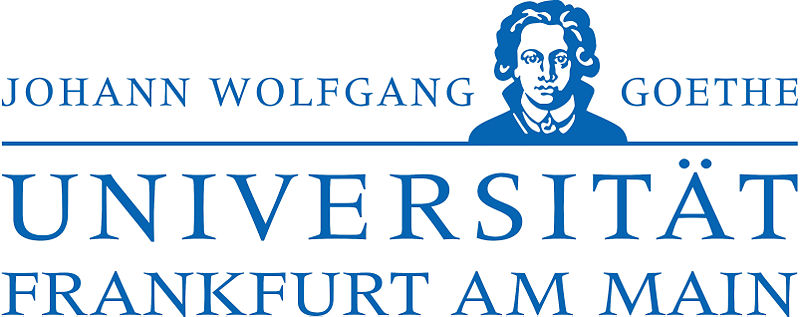
Logotip de 2002 a 2008.
Logotip des del 2008 i utilitzat actualment.